# Буйвидайте, Броне
Бро́не Буйвида́йте (лит. Bronė Buivydaitė; Тиру Дукте (псевдоним); 8 декабря 1895, Сведасай, ныне Аникщяйский район Литвы — 29 января 1984, Аникщяй) — литовская поэтесса и прозаик, педагог.

## Биография
Родилась в семье мелкого ремесленника. Выросла в Аникщяе. Окончила курсы бухгалтеров в Ковне (1912). Работала в торговле. В 1914 году окончила четырёхклассную школу в Утене, в 1918 году — гимназию в Воронеже. В 1918—1930 гг. работала учителем в Скуодасе, Вейверяе, Паневежисе, Аникщяе. После Второй мировой войны до 1948 году работала учителем в Алитусе.
Около 1960 года утратила зрение. В 1970 году была принята в Литовское общество слепых. Общество слепых оказывало ей некоторую материальную помощь. Несмотря на слепоту, написала несколько книг для детей.
Похоронена в Аникщяе.

## Творчество
В межвоенные годы выпустила три сборника стихотворений, несколько книг прозы. Написала для детей сборник преданий об Аникщяй в стихах «Аникщяйские баллады» («Anykščių baladės», 1930), сказки в стихах, рассказы. После войны, помимо новых стихотворений, заново отредактировал прежние произведения, главным образом для детей. Написала роман «Открытые листы» («Atversti lapai», 1934), либретто к операм «Боб и старики» («Pupa ir seneliai») Микаса Вайткявичюса, «Юрате и Каститис» («Jūratė ir Kąstytis»; постановка 1972) К. В. Банайтиса.
Некоторые её стихотворения положены на музыку песен Владаса Якубенаса, Александры Дирвянскайте и других литовских композиторов.
Пользовалась псевдонимом Тиру Дукте (Tyrų duktė).

## Произведения
- Vasaros šnekos. 1921 (книга стихотворений)
- Mėlynasis drugelis. 1927 (пьеса-сказка)
- Anykščių baladės. 1930
- Skudučiai. 1933 (книга стихотворений)
- Stebuklingoji radasta. 1933 (пьеса-сказка)
- Auksinis batelis. 1936 («Золотой башмачок», повесть)
- Trys bičiuliai. 1937 (повесть)
- Po žilvičiais. 1939 (книга стихотворений)
- Atversti lapai. 1934 (роман)
- Lapė gudragalvė. 1935 (пьеса-сказка)
- Pro vaikystės langą. 1969 («В окно детства», повесть)
- Karklo švilpa. 1972
- Vargai vartus kilnoja. Vilnius: Vaga, 1982 («Беды отворяют ворота», воспоминания)
- Pro vaikystės langą. Vilnius: Vyturys, 1995